# Puglia (cognome)
Puglia è un cognome di lingua italiana.

## Varianti
Pugliese, Pugliesi, Puglise, Puglisi.

## Origine e diffusione
Il cognome è tipicamente calabrese, siciliano e emiliano-romagnolo.
Potrebbe derivare dal toponimo Puglia ed indicare un'origine del capostipite da tale regione.
In Italia conta circa 2628 presenze.

## Persone
- Frank Puglia (1892-1975) – attore italiano
- Giuseppe Puglia (1600-1636) – pittore italiano
- Sergio Puglia (1972) – politico italiano